# Kazimierz Trznadel
Kazimierz Trznadel (ur. 3 października 1926 w Borkach Nizińskich koło Mielca, zm. 5 września 2016) – polski lekarz, profesor doktor habilitowany nauk medycznych, pułkownik Wojska Polskiego, nefrolog, kierownik II Kliniki Chorób Wewnętrznych, Interny Polowej i Toksykologii WAM (1975-1991), zastępca komendanta Wojskowej Akademii Medycznej do spraw klinicznych,  Naczelny Specjalista Wojska Polskiego ds. Toksykologii (1982-1991).

## Życiorys
Urodził się jako piąte dziecko Magdaleny i Wojciecha Trznadlów. Jego rodzice byli rolnikami. Do wybuchu II wojny światowej ukończył szkołę powszechną. Już po wojnie, w 1948 roku, ukończył szkołę średnią i został powołany do odbycia służby wojskowej. W 1949 roku ukończył Szkołę Oficerów Rezerwy w Szczecinie, uzyskując stopień chorążego. Jeszcze w tym samym roku podjął studia medyczne na Wydziale Lekarskim Akademii Medycznej w Łodzi jako słuchacz Fakultetu Wojskowo-Medycznego. Po ukończeniu studiów otrzymał przydział służbowy na stanowisko lekarza w 39 Pułku Piechoty w Zgorzelcu, a następnie w 10 Pułku Łączności we Wrocławiu. We Wrocławiu rozpoczął pracę w Klinice Nefrologii. We wrocławskiej klinice zdobywał pierwsze doświadczenia w pracy klinicznej i naukowej. W 1959 roku w stopniu kapitana został asystentem III Kliniki Chorób Wewnętrznych Wojskowej Akademii Medycznej w Łodzi, kierowanej przez prof. Andrzeja Himmla. W tej klinice przeszedł wszystkie szczeble pracy służbowej, zawodowej i naukowej. W 1961 roku zorganizował pierwszy wojskowy, a trzeci w kraju ośrodek dializ w zakresie leczenia ostrej niewydolności nerek i ostrych zatruć. Ośrodek  świadczył usługi wojskowej służbie zdrowia, a także ludności cywilnej z około 1/3 powierzchni Polski.
W latach 60. brał udział w opracowaniu modelu jednostki urologiczno--nefrologicznej wyposażonej w aparaturę dializacyjną, przeznaczoną do pracy w warunkach polowych. W 1969 roku rozpoczął program przewlekłych hemodializ. W 1962 roku, w stopniu majora uzyskał II stopień specjalizacji w zakresie chorób wewnętrznych, a w roku 1965 tytuł naukowy doktora nauk medycznych.  W 1972 roku, już jako podpułkownik, na podstawie dorobku naukowego oraz rozprawy habilitacyjnej zatytułowanej Kliniczne i doświadczalne badania nad patogenezą dializacyjnego zespołu zaburzeń równowagi biologicznej uzyskał stopień doktora habilitowanego nauk medycznych.  W 1975 roku został kierownikiem nowo utworzonej II Kliniki Chorób Wewnętrznych, która następnie przekształciła się w II Klinikę Chorób Wewnętrznych, Interny Polowej i Toksykologii.  W 1978 roku został profesorem nadzwyczajnym, a w 1985 roku profesorem zwyczajnym. W Wojskowej Akademii Medycznej był członkiem Senatu, dziekanem Wydziału Lekarskiego, prorektorem, zastępcą komendanta do spraw klinicznych. W Wojsku Polskim, gdzie doszedł do stopnia pułkownika, był członkiem Komisji Mieszanej Ministerstwa Obrony Narodowej i Polskiej Akademii Nauk, Rady Naukowej MON ds. Medycyny i Farmacji Wojskowej, Rady Wyższego Szkolnictwa Wojskowego i Nauki oraz innych. W latach 1982–1991 pełnił funkcję Naczelnego Specjalisty Wojska Polskiego ds. Toksykologii. Był członkiem Komisji Nefrologicznej Wydziału Nauk Medycznych PAN, przewodniczącym Sekcji Nefrologicznej Towarzystwa Internistów Polskich, członkiem Zarządu Głównego Towarzystwa Internistów Polskich oraz członkiem Europejskiego
Towarzystwstwa Dializy i Transplantacji. Przez wiele lat był sekretarzem, a także zastępcą redaktora naczelnego Biuletynu Wojskowej Akademii Medycznej,
Głównym kierunkiem jego badań były zagadnienia dotyczące powikłań hemodializoterapii, stresu oksydacyjnego w zabiegach pozaustrojowego oczyszczania krwi, toksykologii oraz nefrologii klinicznej. Był autorem bądź współautorem ponad 210 prac naukowych publikowanych w wielu czasopismach medycznych, takich jak Clinical Nephrology, Nephron, Kidney International, Free Radical Biology czy Medicine. Odbył kilka zagranicznych staży naukowych, między innymi w Wielkiej Brytanii (w Glasgow i Londynie), w Szwecji (w Lund) i w Czechosłowacji (w Pradze). Był promotorem 12 doktoratów i opiekunem czterech postępowań habilitacyjnych. W 1991 roku w wieku 65 lat przeszedł na emeryturę.

## Odznaczenia i wyróżnienia
- Nagroda MON I i II stopnia
- Doktor honoris causa Wojskowej Akademii Medycznej (2002)
- Krzyż Oficerski Orderu Odrodzenia Polski
- Krzyż Kawalerski Orderu Odrodzenia Polski
- Złoty Krzyż Zasługi
- Złoty Medal „Siły Zbrojne w Służbie Ojczyzny”
- Złoty Medal Za zasługi dla obronności kraju
- Medal Komisji Edukacji Narodowej

Wyróżniony również Honorową Odznaką Województwa Łódzkiego, Honorową Odznaką Miasta Łodzi, Medalem okolicznościowym 60-lecia Łodzi Akademickiej, Odznaką „Za zasługi dla województwa piotrkowskiego”, Odznaką „Za wzorową pracę w służbie zdrowia”, Medal 100-lecia TIP. Członek Honorowy PTN, TIP.

## Źródła
- Janusz Ostrowski, Lech Walasek, Bolesław Rutkowski, Poczet Członków Honorowych Polskiego Towarzystwa Nefrologicznego. Część XI – Profesor Kazimierz Trznadel /w/ Forum Nefrologiczne 2015, tom 8, nr 3, str. 199–203
- Wspomnienie o prof. dr hab. Kazimierzu Trznadlu /w/ Polskie Towarzystwo Nefrologiczne. ptnefro.pl. [zarchiwizowane z tego adresu (2018-07-22)].